# Vásárosbéc
Vásárosbéc (németül: Wetz) község Baranya vármegyében, a Szigetvári járásban.

## Fekvése
Szigetvártól északra, a Zselic alján fekszik, Magyarlukafa és Visnye között. Zsáktelepülésnek tekinthető, mivel közúton csak a 6607-es útból Somogyapáti területén kiágazó, közel 16 kilométeres 66 125-ös úton érhető el, a nyugati szomszédságában fekvő Visnyével csak földút köti össze. A központjától mintegy 7 kilométerre délre fekvő Dióspuszta településrésze Somogyapáti Adorjánpuszta nevű községrésze felől érhető el, a 66 129-es számú mellékúton.

## Története
A falu és környéke a fennmaradt adatok szerint az Árpád-korban királyi vadászterület volt. Nevét 1332-1237 között említették először egy oklevélben.
A 15. században a Szigetvári vár birtokai között sorolták fel. Vásárosbéc a török időkben sem néptelenedett el, de lakossága nagyon megfogyatkozott. 
A 18. század végétől német családok is érkeztek ide, azonban a második világháború után a német lakosság nagy részét kitelepítették a faluból. A településnek több birtokosa is volt: többek között a Rupoli, Athini, Balogh, Pajty és Batthyány, Biedermann, Mautner, Veisz és Sövény családok neve szerepelt a falu birtokosai között.
A község a 20. század elején Somogy vármegye Szigetvári járásához tartozott. 
Az 1910-es népszámláláskor 1065 lakosa volt, melyből 911 magyar, 143 német volt. Ebből 627 római katolikus, 422 református, 12 izraelita volt. Az 1950-es megyerendezéssel a korábban Somogy vármegyéhez tartozó települést a Szigetvári járás részeként Baranyához csatolták. A 2001-es népszámláláskor 236, 2008 január elsejei adatok szerint pedig 186 lakosa volt.
2018-ban 20,51 százalékos volt a munkanélküliségi ráta.

## Közélete

### Polgármesterei
- 1990–1994: Dr. Frank József (független)[4]
- 1994–1998: Bankó István (független)[5]
- 1998–2002: Bankó István (független)[6]
- 2002–2006: Bankó István (független)[7]
- 2006–2010: Bankó István (független)[8]
- 2010–2014: Bankó István (független)[9]
- 2014–2019: Bankó István (független)[10]
- 2019–2024: Popa Zoltán György (független)[11]
- 2024– : Popa Zoltán (független)[1]

## Népesség
A település népességének változása:
| Lakosok száma | 177  | 186  | 181  | 174  | 181  | 200  | 185  | 181  |
|               | 2013 | 2014 | 2015 | 2019 | 2021 | 2022 | 2023 | 2024 |

A 2011-es népszámlálás során a lakosok 92,4%-a magyarnak, 2,9% cigánynak mondta magát (1,2% nem nyilatkozott; a kettős identitások miatt a végösszeg nagyobb lehet 100%-nál). A vallási megoszlás a következő volt: római katolikus 55,6%, református 14%, evangélikus 1,8%, görögkatolikus 0,6%, felekezeten kívüli 22,2% (4,1% nem nyilatkozott).
2022-ben a lakosság 75,5%-a vallotta magát magyarnak, 6% cigánynak, 0,5% németnek, 9% egyéb, nem hazai nemzetiségűnek (20% nem nyilatkozott; a kettős identitások miatt a végösszeg nagyobb lehet 100%-nál). Vallásuk szerint 29,5% volt római katolikus, 4,5% református, 2,5% evangélikus, 2% egyéb katolikus, 14,5% felekezeten kívüli (47% nem válaszolt).

## Lakóinak száma korcsoportok szerint

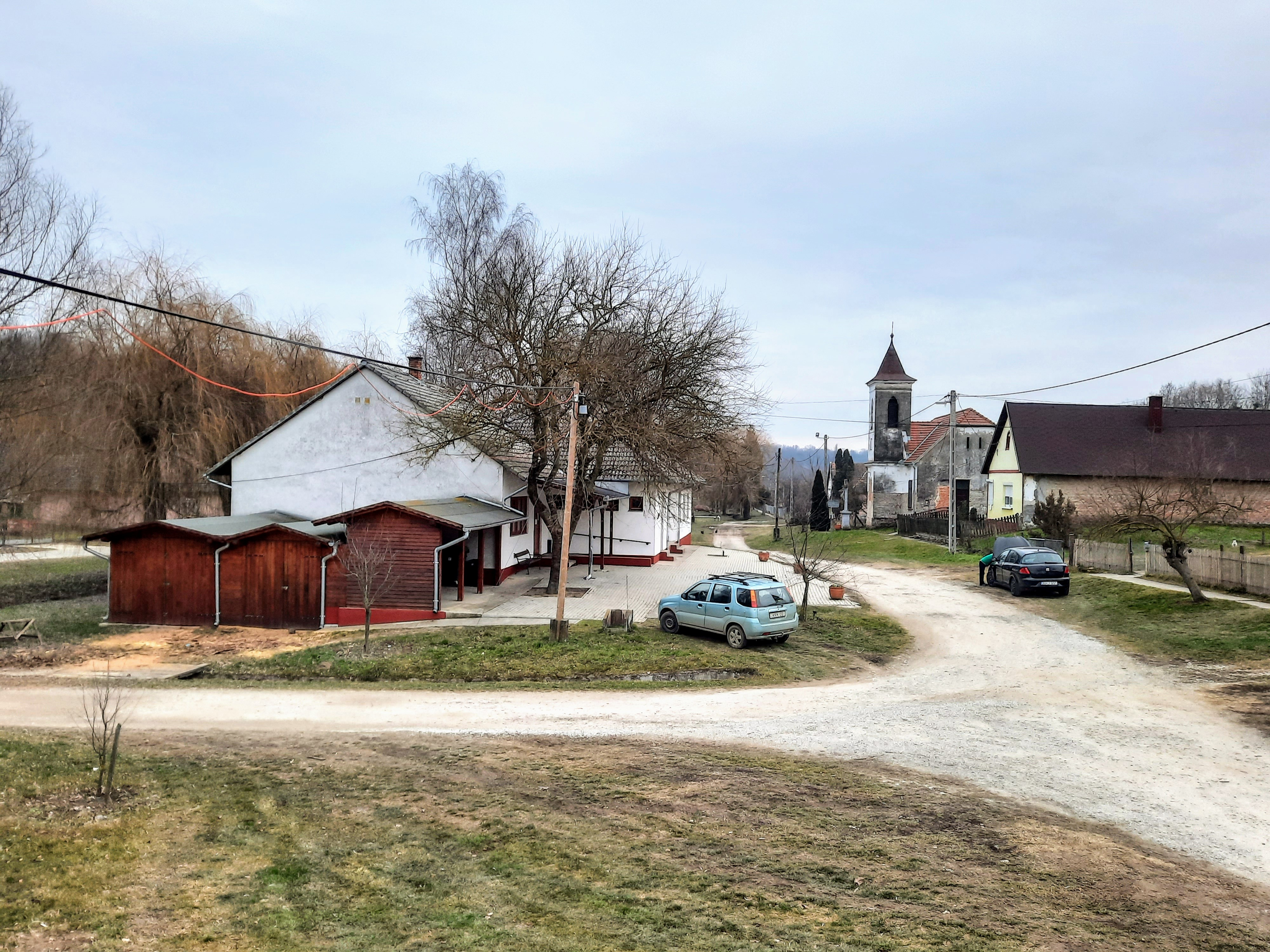
kápolna és művelődési ház

A helyi önkormányzat adatai szerint:
| Korcsoport    | 2006-ban | 2007-ben | 2008-ban | 2009-ben | 2010-ben |
| ------------- | -------- | -------- | -------- | -------- | -------- |
| 0-18 éves     | 56 fő    | fő       | fő       | fő       | fő       |
| 19-50 éves    | 100 fő   | fő       | fő       | fő       | fő       |
| 51-60 éves    | 26 fő    | fő       | fő       | fő       | fő       |
| 60 év feletti | 27 fő    | fő       | fő       | fő       | fő       |
| Összesen:     | 209 fő   | fő       | fő       | fő       | fő       |

## Nevezetességek
- Római katolikus kápolna
- Református templom
- I. Világháborús emlékmű